# Atrasana malgassa
Atrasana malgassa är en fjärilsart som beskrevs av Pierre E.L. Viette 1955. Atrasana malgassa ingår i släktet Atrasana och familjen tandspinnare. Inga underarter finns listade i Catalogue of Life.